# Лига студентов-художников Чикаго

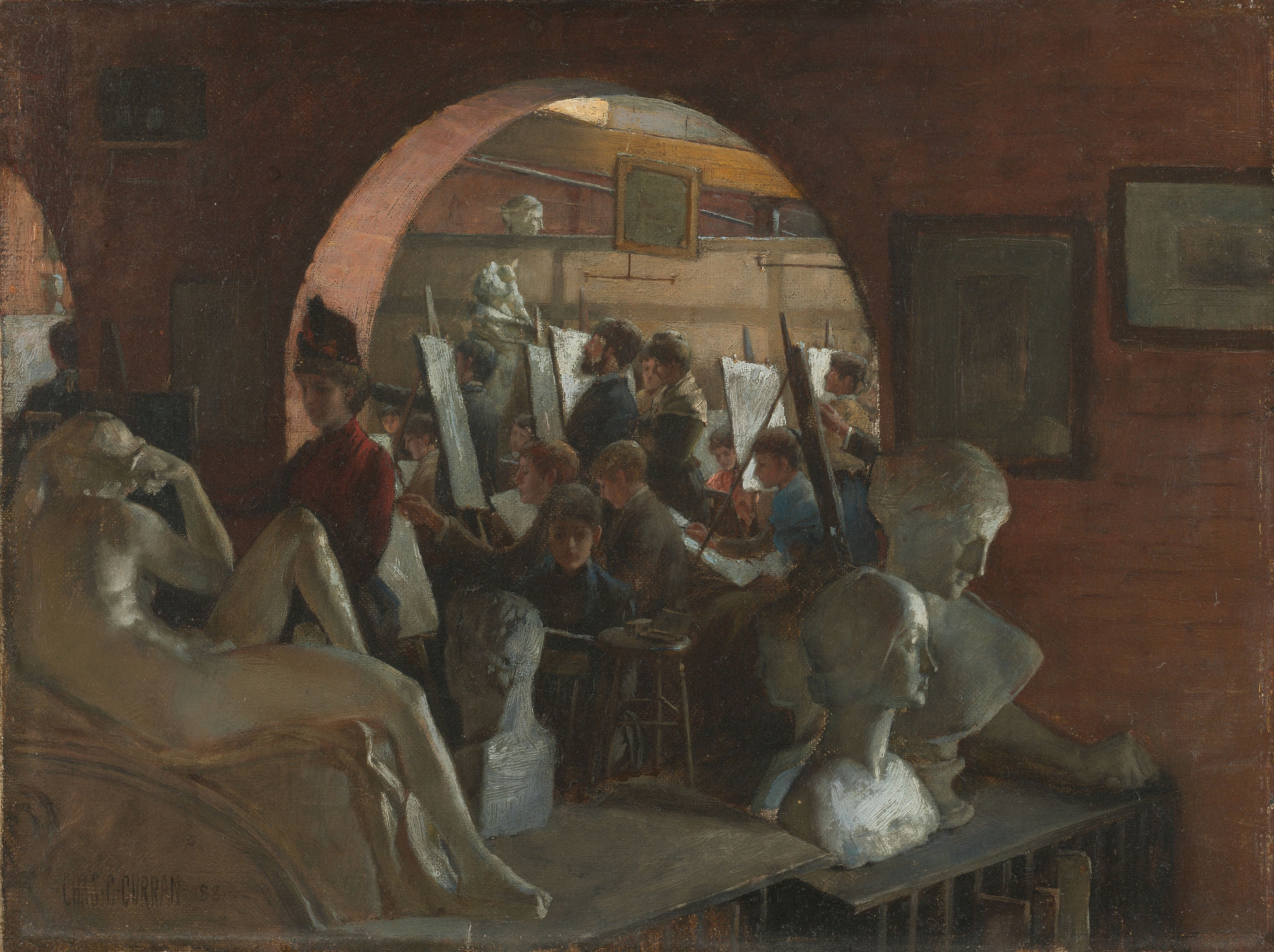
Работа Чарльза Карана «В алькове Лиги студентов-художников» в коллекции Чикагского института искусств

Лига студентов-художников Чикаго (англ. Art Students League of Chicago, сокр. ASLC) — художественное учебное заведение (школа) в США.
Была образована студентами Школы Чикагского института искусств. Ежегодно лигой проводились художественные выставки в Чикагском институте искусств в период с 1893 по 1944 год. На протяжении пятидесяти одного года их существования выпускались каталоги выставок.